# 51-es trolibusz (Varsó, 1948–1967)
A varsói 51-es jelzésű trolibusz a Dworzec Gdański és a Plac Unii Lubelskiej között közlekedett. A viszonylatot a Miejskie Zakłady Komunikacyjne w Warszawie üzemeltette. A járműveket a Chełmska kocsiszín állította ki. 1948. október 8-án indultak meg a trolibuszok a vonalon. A trolibuszjárat 1967. március 5-én megszüntetésre került. Szerepét a 709-es busz vette át.

## Útvonala
| Dworzec Gdański felé | Plac Unii Lubelskiej felé |
| --- | --- |
| Plac Unii Lubelskiej – Bagatela – al. Ujazdowskie – al. Szucha – al. Ujazdowskie – Piękna – Traugutta – Mazowiecka – pl. Powstańców Warszawy – Szpitalna – Krucza – Zgoda – Jasna – Kredytowa – Traugutta – Krakowskie Przedmieście – Miodowa – Bonifraterska – Dworzec Gdański | Dworzec Gdański – Bonifraterska – Miodowa – Krakowskie Przedmieście – Traugutta – Kredytowa – Jasna – Zgoda – Krucza – Piękna – al. Ujazdowskie – al. Szucha – Plac Unii Lubelskiej |